# Mik Mekanik
Mik Mekanik (Mulle Meck) er en svensk børnebogsfigur skabt af George Johansson og Jens Ahlbom.
Den første bog udkom i 1993 og er siden blevet til over 30 bøger, som er oversat til flere sprog. Flere af bøgerne findes også som dvd-film, samt en del computerspil.
Mik Mekanik arbejder som samler. Han er iført blå overalls, sorte sko, rød trøje og sort hat. Mik samler på gamle ting, alt fra skrot, mekanik og andre genstande, som han bruger til sine byggerier. Hans bedste ven er boxerhunden Bøf (svensk Buffa), som hjælper ham med bygge ting som biler, både, fly og huse.